# Franse expeditie naar Egypte
De Franse expeditie naar Egypte (1798-1801) was een invasie van Egypte en Palestina door revolutionaire Franse troepen onder bevel van generaal Napoleon Bonaparte, de latere keizer Napoleon I.
De expeditie was geen succes. De Britse admiraal Nelson vernietigde reeds in augustus 1798 de Franse vloot tijdens de Slag bij de Nijl, waardoor de Franse troepen op het Egyptische grondgebied werden afgesneden. In 1799 vluchtte Napoleon terug naar Parijs om daar de macht in Frankrijk te grijpen. De expeditie duurde tot 1801, toen de laatste Fransen zich overgaven.
Hoewel de expeditie weinig militair nut had, had zij wel grote betekenis voor de kennis over het oude Egypte. Napoleon nam 167 wetenschappers, kunstenaars en schrijvers mee, die de piramides en andere overblijfselen van het Oude Egypte in kaart brachten. Ook werd de Steen van Rosetta tijdens de expeditie ontdekt, waarmee in 1822 het hiërogliefenschrift ontcijferd werd.
In de geschiedenis van Malta was de expeditie een belangrijk omslagpunt: het einde van de eeuwenlange heerschappij van de Orde van Malta en begin van de periode als Britse kolonie. Ook voor Egypte was het een belangrijk punt in de geschiedenis: de mammelukken, die het land eeuwenlang hadden geregeerd, werden weggevaagd en Mohammed Ali nam de macht in Egypte over.
In Europa leidde de expeditie tot een enorme gekte, de egyptomanie, voor alles dat met het oude Egypte te maken had. Woningen werden ingericht met meubels en motiefjes in Egyptische stijl, en ook de kleding werd geïnspireerd door Egypte. Zo kwam bijvoorbeeld de tulband in de mode (zie verder empirestijl).

## Achtergrond
Het idee om Egypte te veroveren was niet nieuw: al in 1769 had de hertog van Choiseul, Frans minister van Buitenlandse Zaken onder koning Lodewijk XV, een dergelijk voorstel gedaan, om zo Frankrijk te compenseren voor het verlies van de Amerikaanse koloniën en controle te krijgen over de lucratieve handel met India. Napoleon nam het plan opnieuw op en stelde het voor in een brief naar het Directoire op 5 maart 1797. Voor Napoleon was de Franse verovering van het Midden-Oosten een manier om Groot-Brittannië economisch aan te pakken. En vanuit Egypte kon hij verder doorstoten naar Constantinopel of India.
Met steun van de machtige Franse minister van Buitenlandse Zaken Charles-Maurice de Talleyrand ging het Directoire akkoord met de expeditie. Overigens zag het Directoire de onderneming vooral als een manier om Napoleon ver buiten het machtscentrum in Parijs te brengen. Ze beschouwden de enorm populaire en politiek ambitieuze Napoleon vooral als een bedreiging – terecht, naar zou blijken.
In mei 1798 verzamelde Napoleon in de havens van Toulon, Ajaccio en Civitavecchia een vloot van 13 linieschepen, 42 fregatten en 130 transportschepen. Napoleon bracht een leger op de been van achtendertigduizend man, duizend kanonnen en zevenhonderd paarden. Verschillende Franse generaals maakten onderdeel uit van dit leger: Berthier, Caffarelli, Kléber, Desaix, Lannes, Dumas, Murat, Andréossy, Belliard en Zajączek, onder anderen. Naast veldassistenten zoals zijn broer Louis Bonaparte, Duroc, Eugène de Beauharnais en de Poolse edelman Sulkowski.
Napoleon hielp het gerucht de wereld in dat een Franse invasie van Ierland ophanden was. Hierdoor werd de Britse Middellandse Zee-vloot naar het westelijk deel van de Middellandse Zee gestuurd om te voorkomen dat de Franse Middellandse Zee-vloot zou kunnen deelnemen aan deze Ierse invasie. Met de Britse vloot uit de weg kon de Franse vloot zonder problemen de Middellandse Zee doorkruisen.

## Verloop

### Malta
Na vertrek uit Toulon op 19 mei 1798 landden de expeditietroepen eerst op Malta, waar de Franse hoofdvloot op 9 juni arriveerde. Het eiland was sinds 1530 bezit van de Orde van Malta, een rooms-katholieke ridderorde.
Napoleon eiste een veilige haven om zijn schepen opnieuw te bevoorraden. Grootmeester Ferdinand von Hompesch zu Bolheim van de Maltezer Orde weigerde dit verzoek echter, op grond van de neutraliteit van de orde. Op 10 juni begon Napoleon 29.000 troepen aan land te brengen en nam het eiland in, geassisteerd door een opstand tegen de ridders door de plaatselijke bevolking.
De orde capituleerde op 12 juni en gaf de soevereiniteit van het eiland over aan Frankrijk. Napoleon plunderde zo'n 6 miljoen franc aan schatten uit de kathedraal van Valletta en bevrijdde zo'n 2000 islamitische slaven voordat hij het eiland na enkele dagen weer verliet.
Al na enkele maanden kwam de plaatselijke bevolking in opstand tegen het garnizoen dat Napoleon op het eiland had achtergelaten. In 1800 namen de Britten bezit van het eiland. Malta's periode als Britse kolonie was begonnen.

### Egypte

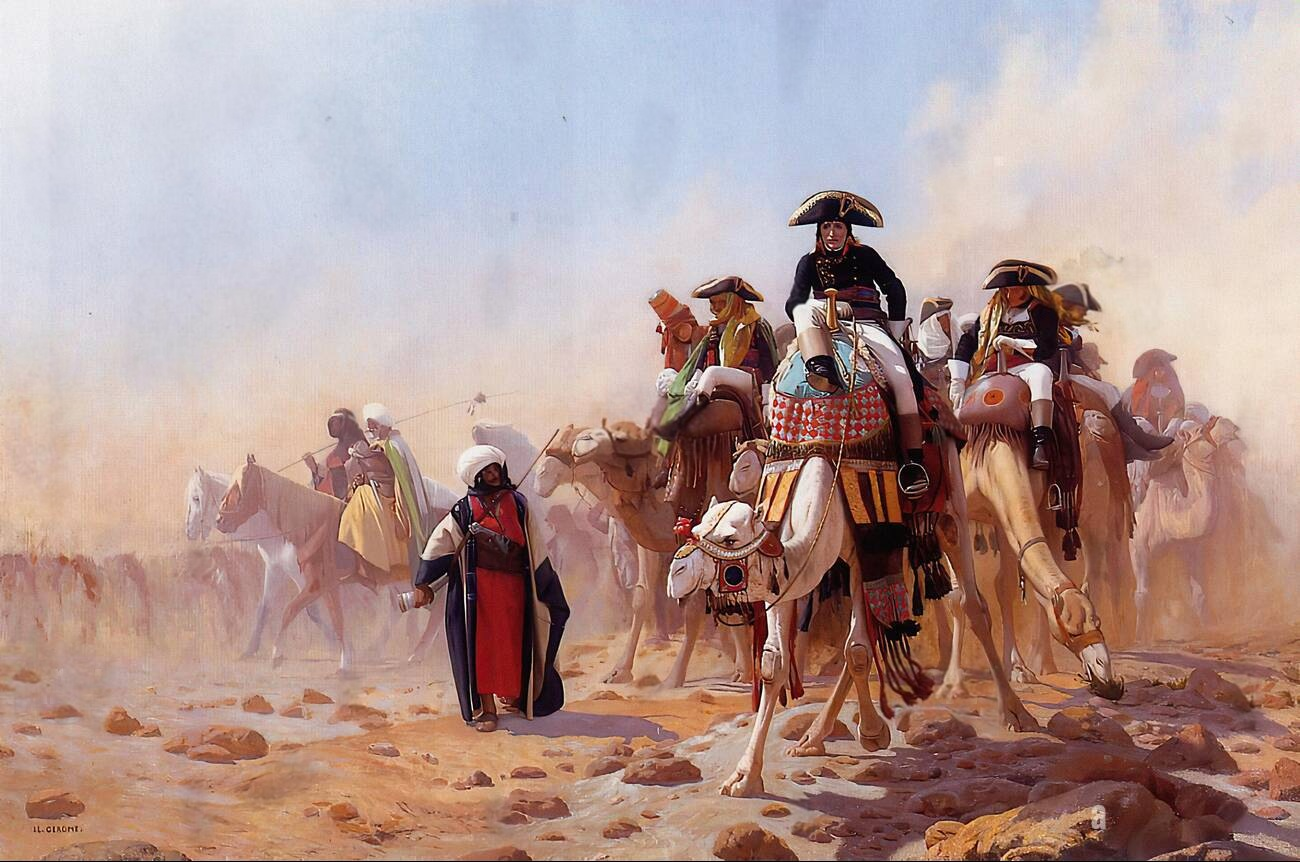
Jean-Léon Gérôme (1867): Napoleon en zijn generale staf in Egypte

Egypte was onderdeel van het Ottomaanse Rijk maar werd in feite al vele eeuwen geregeerd door de mammelukken, eerst onafhankelijk en sinds de 16e eeuw in naam van het Ottomaanse Rijk. De mammelukken waren een soort militaire kaste die als ridders te paard vochten.
Bij aankomst in Egypte gingen de Franse troepen aan land en versloegen de mammelukken in de Slag bij de Piramiden op 21 juli, hoewel ze veruit in de minderheid waren – 20.000 Fransen tegenover 60.000 mammelukken. Napoleon maakte volop gebruik van de veldslag om zijn legendarische status verder te verhogen. Zo noemde hij de veldslag naar de piramiden, hoewel die niet in de buurt lagen en hoogstens ergens vaag aan de horizon te zien waren. Ook liet hij het verhaal de wereld ingaan dat hij "veertig eeuwen kijken op u neer!" tegen zijn soldaten geroepen zou hebben.
De veldslag was een beslissende overwinning voor Napoleon. De resterende mammelukken in Caïro trokken zich terug richting Palestina. Op de Middellandse Zee ging het de Fransen echter minder goed af. De Britse admiraal Horatio Nelson had de Middellandse Zee afgezocht naar de Franse vloot en had, na een lange zoektocht die hem langs onder meer Napels, Sicilië en Alexandrië voerde, eindelijk de Franse vloot langs de Egyptische kust aangetroffen. In de Slag bij de Nijl op 1 augustus vernietigde Nelson bijna de gehele Franse vloot.
Met deze nederlaag werden de Fransen in Egypte afgesneden van Frankrijk, waarmee Napoleons plan voor de verovering van het Midden-Oosten gedoemd was. De zeeslag was ook een keerpunt voor de Britten in de Franse revolutionaire en napoleontische oorlogen. Ze zouden hun overmacht over de Fransen op zee nooit meer uit handen geven.

### Palestina

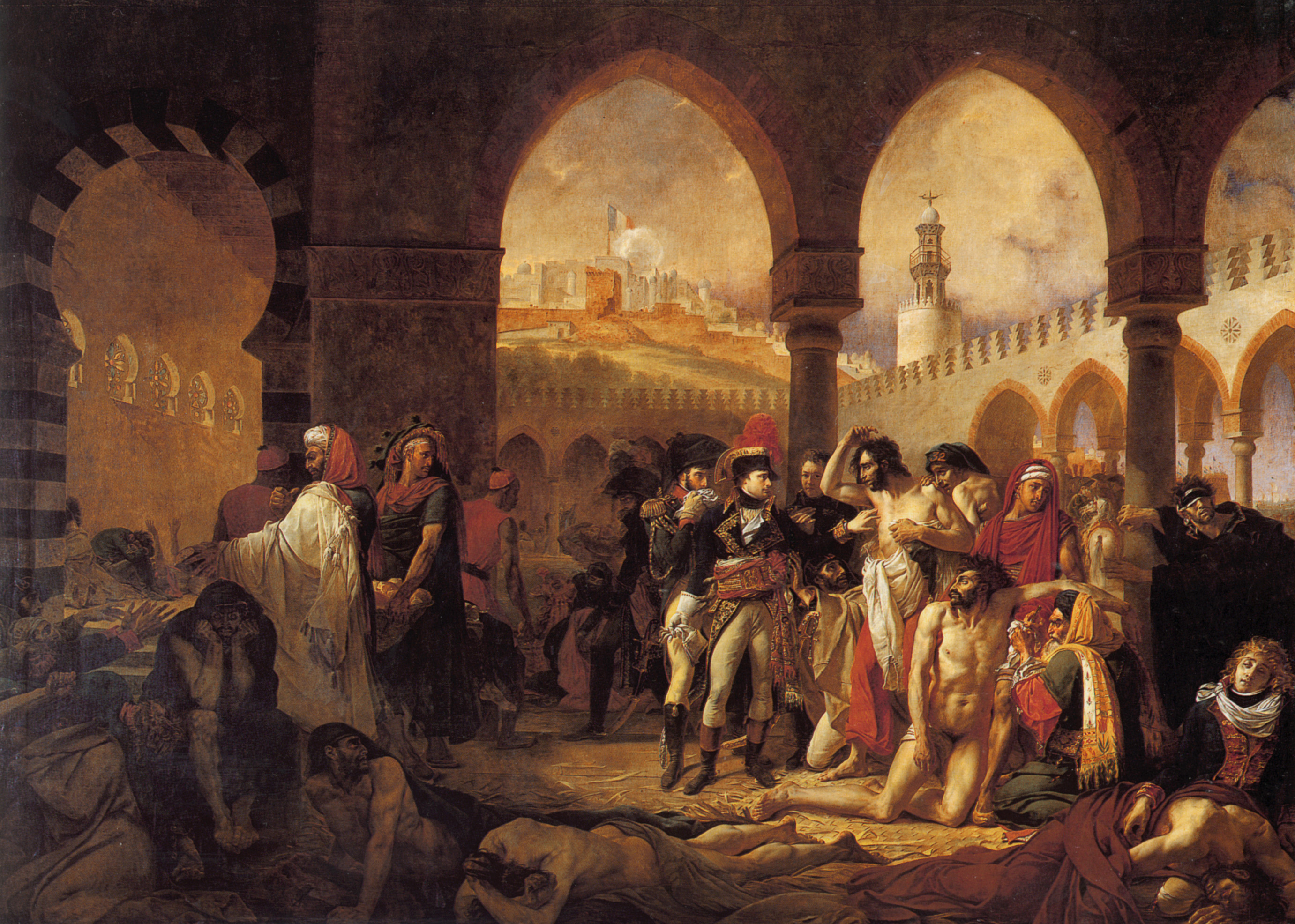
Antoine-Jean Gros (1804): Bonaparte bezoekt het pesthuis in Jaffa

Toen het nieuws van de Franse nederlaag in de Slag bij de Nijl de Ottomaanse hoofdstad Istanboel bereikte, verklaarde sultan Selim III de oorlog aan Frankrijk en stuurde twee legers naar Egypte om af te rekenen met Napoleon. Het ene leger zou onder leiding van Jezzar Pasja aanvallen vanuit Palestina, en het andere leger zou inschepen op Rodos en op de Egyptische kust landen.
Napoleon hoorde van de Ottomaanse legers in januari 1799 en kwam met een, voor hem typisch, verdedigingsplan. Hij zou de legers een voor een verslaan, voordat ze zich tegen hem konden verenigen. Met zo'n 13.000 man trok hij op 10 februari oostwaarts, naar Palestina. Na een belegering van vijf dagen nam Napoleon op 7 maart Jaffa in, waarbij 2000 Ottomaanse troepen werden afgeslacht. De resterende 2500 Ottomaanse troepen in de citadel gaven zich over na de belofte dat ze gespaard zouden worden, maar werden in de dagen erna toch vermoord. De slachtpartij werd uitgevoerd op bevel van Napoleon omdat er niet genoeg eten was voor de gevangenen; de Fransen zelf waren inmiddels begonnen hun eigen paarden en kamelen op te eten.
Hierop belegerden de Fransen het fort Akko, maar het lukte ze niet de stad in te nemen. De muren van het fort waren dik en de Britse admiraal Smith had buitgenomen Franse artillerie ingezet die de Franse troepen aan flarden schoot. Ondertussen was een zware pestepidemie uitgebroken onder de Franse troepen. Na twee maanden, op 20 mei, brak Napoleon het beleg af en trok zich weer terug naar Egypte. Onderweg paste hij de tactiek van de verschroeide aarde toe en liet alles platbranden. In Jaffa gaf hij het bevel om vijftig dodelijk zieke Franse soldaten te laten vergiftigen, om zo de terugtrekking sneller te laten verlopen. Ondertussen deed hij in zijn bulletins de nederlaag voorkomen als een glorieuze overwinning.
Tijdens het beleg van Akko schreef hij ook een brief aan de Franse joden: "Israelieten, unieke natie die in duizenden jaren van veroveringszucht en tirannie kon worden beroofd van het land uwes vaderen, maar niet van uw naam en bestaan als volk,
(...) sta vol vreugde op, bannelingen! Tegen alle verwachting in biedt deze natie (Frankrijk) u israels erfgoed aan.
het jonge leger waarmee de Voorzienigheid mij hier naartoe heeft gestuurd, geleid door rechtvaardigheid en begeleid door overwinningen, heeft Jeruzalem tot mijn hoofdkwartier verheven. Binnenkort zal het naar Damascus worden verplaatst. Daarom kunt u er (in Jeruzalem) blijven om er te heersen."
In feite waren de Fransen helemaal niet in Jeruzalem geweest. Napoleon loog over het succes van de veldtocht, die in werkelijkheid een mislukking was. Na drie mislukte bestormingen moest hij op 20 mei 1799 rechtsomkeert maken. De vijfhonderd gewonde Franse soldaten die niet tot marcheren in staat waren, liet hij ombrengen.
Terug in Egypte versloeg Napoleon het tweede Ottomaans leger, dat bij Aboekir (nabij Alexandrië) geland was, in de Eerste Slag bij Aboekir op 25 juli. De Ottomanen verloren 8000 man, van wie veel verdronken terwijl ze terug naar de Britse schepen probeerden te zwemmen.

### Vertrek naar Frankrijk
Ondanks de overwinning van Aboekir zag het er hopeloos uit voor Napoleon, die door de Britse vloot afgesneden was. Inmiddels had het nieuws hem bereikt dat er in Frankrijk onrust heerste en een machtsgreep ophanden was. Napoleon zag zijn kans schoon en reisde samen met de generaals Berthier, Murat, Lannes en Marmont in augustus terug naar Frankrijk. Op 9 november volgde de staatsgreep van 18 Brumaire in Parijs, waarna Napoleon tot eerste consul werd benoemd.
Generaal Jean-Baptiste Kléber kreeg het commando over de achtergebleven Franse troepen in Egypte. Kléber sloot op 24 januari 1800 een wapenstilstand met admiraal Smith waarbij hij zijn troepen uit Egypte mocht evacueren. De Britse admiraal Keith weigerde echter het verdrag te ratificeren en stuurde een leger van 30.000 mammelukken tegen de Fransen. Kléber versloeg de mammelukken bij Heliopolis op 20 maart en hernam Caïro, dat na een opstand door de plaatselijke bevolking verloren was gegaan.
Op 14 juni kwam Kléber om het leven door een moordaanslag. Vervolgens nam generaal Jacques-François Menou het commando van de Franse troepen op zich. Menou hield het uit tot augustus 1801 toen de Fransen, die 13.500 man door ziekte en continue aanvallen verloren hadden, zich overgaven. De Fransen werden ingescheept door de Britse vloot en terug naar Frankrijk gebracht. Ze mochten hun wapens en andere bezittingen, waaronder ook de verzamelde Egyptische antiquiteiten, met zich meenemen. Op 1 oktober werd een voorlopig vredesverdrag tussen de Fransen en Britten getekend in de aanloop naar de Vrede van Amiens.

## Wetenschappelijke expeditie

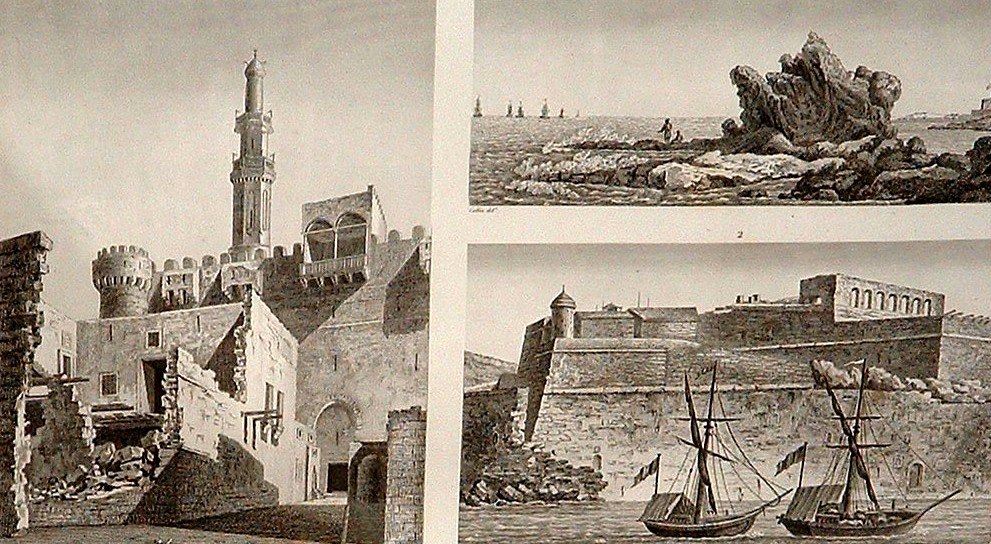
Illustratie uit Description de l'Égypte, samengesteld door de honderden Franse wetenschappers en kunstenaars die Napoleon naar Egypte vergezelden

Napoleon nam een team van 167 wetenschappers, kunstenaars, schrijvers en uitvinders mee naar Egypte, die een belangrijke bijdrage leverden aan het in kaart brengen van Egypte, waaronder de Oud-Egyptische antiquiteiten. De wiskundige en natuurkundige Joseph Fourier bijvoorbeeld vergezelde Napoleon naar Egypte en werd daar benoemd tot gouverneur van Opper-Egypte. Ook de kunstenaar en archeoloog Vivant Denon trok naar Egypte en maakte een aantal schetsen die hij in 1802 in het tweedelige Voyage dans la basse et la haute Egypte publiceerde. Andere Franse wetenschappers die deelnamen aan de expeditie waren Claude-Louis Berthollet, Gaspard Monge, Déodat Gratet de Dolomieu en Étienne Geoffroy Saint-Hilaire.
Na vertrek van Napoleon uit Egypte, eind augustus 1799, nam Jean-Baptiste Kléber de positie van Napoleon in. Hij zette het werk voort, zodat alle vondsten gedocumenteerd werden. Hierdoor werd ook de steen van Rosetta gevonden, waarop dezelfde tekst in drie verschillende handschriften staat geschreven: Egyptische hiërogliefen, Egyptisch demotisch schrift en het Grieks alfabet. Hierdoor kon Jean-François Champollion in september1822 eindelijk het hiërogliefenschrift ontcijferen en kwam een schat aan informatie over het oude Egypte beschikbaar.
Het eindresultaat van deze wetenschappelijke expeditie was het monumentale Description de l'Égypte, uitgegeven in 23 delen in 1809, waaraan zo'n 160 wetenschappers en 2000 kunstenaars (waaronder 400 etsers) meewerkten.